# Лук нарциссоцветный
Лук нарциссоцветный (лат. Allium narcissiflorum) — вид многолетних травянистых растений рода Лук (Allium) семейства Амариллисовые (Amaryllidaceae).
В диком виде произрастает в горах Испании, юга Франции, севера Италии.

## Ботаническое описание
Многолетнее травянистое растение, 10—40 см высотой. Листья сизые, ланцетно-линейные. Цветки 1—1,2 см длиной, розовые, собраны в полушаровидный или почти плоский, поникший зонтик.

## Хозяйственное значение и применение
Может быть использован в качестве декоративного растения.